# Разбойники
«Разбо́йники» (нем. Die Räuber) — первая опубликованная драма Фридриха Шиллера, написанная в 1781 году. Была впервые поставлена на сцене 13 января 1782 года в Мангейме. Произведение послужило отправной точкой в развитии в германских государствах другого литературного жанра — разбойничьего романа. По мотивам «Разбойников» Джузеппе Верди создал одноимённую оперу.

## История создания и публикации
Работу над пьесой Шиллер начал во время учёбы на медицинском факультете военной академии. Сюжет произведения, по мнению исследователей, не отличался новизной: тема «благородных разбойников», грабящих богатых ради помощи бедным, была популярной со времён появления средневековых баллад о Робин Гуде. Сбору актуального материала, вошедшего в драму, способствовала и сама жизнь: в Германии XVIII столетия промышлявшие разбоем шайки и банды были сродни неуправляемой стихии.

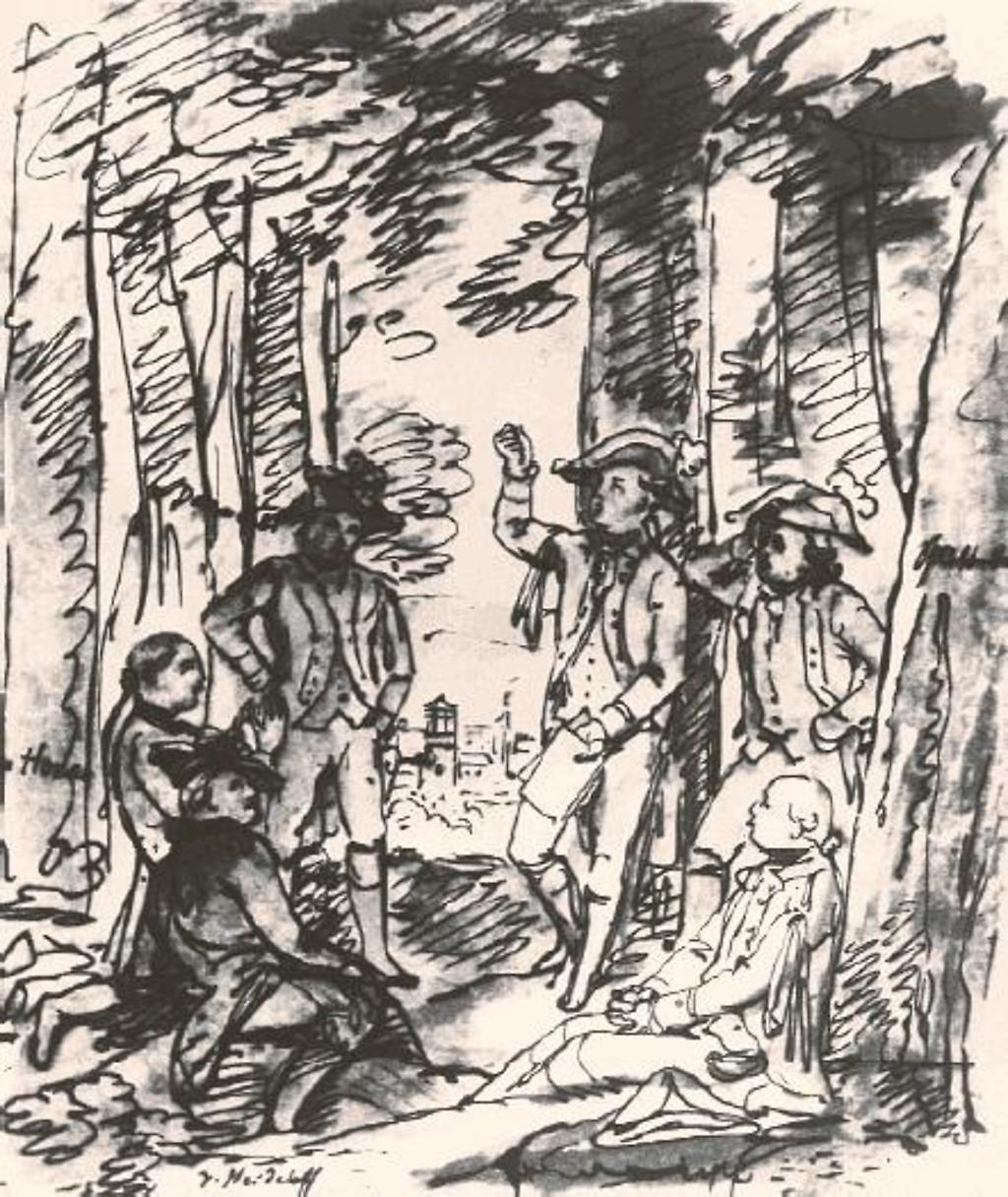
Эскиз Виктора фон Гейдэлёфа. «Шиллер читает Разбойников в Бопсерском лесу»

Другой мотив, связанный с «братской враждой», был позаимствован из повести немецкого поэта Шубарта «Из истории человеческого сердца», фрагменты которой опубликовал в 1775 году «Швабский журнал». Герои Шубарта — братья Вильгельм и Карл — отличались друг от друга и характером, и привычками; в интригу также был вовлечён их немолодой отец. Шубарт считал, что его семейная история «поможет понять и раскрыть немецкий национальный характер»; в предисловии к произведению он указывал, что мир ждёт человека, способного «подметить все изгибы души». Впоследствии практически то же самое написал во введении к первому изданию «Разбойников» и Шиллер:
На эту пьесу следует смотреть не иначе как на драматическое повествование, которое использует преимущества драматического приёма, — подсмотреть самые сокровенные движения души.
Покинув академию, молодой автор попытался найти издателя, готового напечатать «Разбойников». Эти поиски успехом не увенчались, и в 1781 году Шиллер, заняв денег, выпустил пьесу анонимно и за собственный счёт. Тогда же он навестил и своего «литературного предшественника» Шубарта, который находился в тюрьме крепости Асперг.

## Сюжет

### Акт первый
Действие начинается во франконском замке графа Моора. Хозяин замка ведёт разговор с младшим сыном Францем о похождениях старшего — Карла. Тот несколько лет назад покинул родные края, и ве́сти о его похождениях терзают отцовское сердце. Читая графу подложное письмо стряпчего, в котором рассказывается об огромных долгах Карла, его дуэлях и иных бесчинствах, Франц сознательно подводит старого Моора к мысли об отречении от беспутного сына. Видя, что старик всё равно любит и ждёт Карла, юноша сам пишет брату письмо от имени отца. Оставшись наедине с собой, он рассуждает о том, что граф, измучившись ожиданием старшего сына, протянет недолго.
Франца волнует не только вопрос наследства, ради которого он готов устранить все препятствия; в его противостоянии с братом есть ещё и элемент соперничества за сердце Амалии. Девушка влюблена в Карла, а потому все признания Франца равнодушно отметает.
Тем временем Карл находится с приятелями в корчме близ Саксонии. Здесь его настигает письмо от брата. В нём говорится, что граф Моор отказывается прощать старшего сына и принимать его в своём замке. Для Карла мысль о вечной разлуке с отцом становится невыносимой; выбежав из корчмы и пережив минуты отчаяния, он возвращается, чтобы принять предложение друзей и возглавить шайку разбойников.

### Акт второй
Старый граф Моор давно не встаёт с постели, однако упорно цепляется за жизнь. Франц, которому смерть отца открыла бы дорогу к богатствам, решает, что лучший способ ускорить его уход — это испуг. Вызвав Германа, который некогда был влюблён в Амалию, Франц предлагает ему поучаствовать в осуществлении каверзного замысла. Вскоре Герман, переодевшись бедняком, входит в спальню к Моору и рассказывает старику, что Карл погиб в битве под Прагой. Амалия, находящаяся возле постели больного, не верит: она гневно называет незваного гостя «подкупленным обманщиком». Однако для графа новость становится потрясением: он впадает в беспамятство. Вскоре Франц оповещает всех, что отец умер.
Следующая сцена переносит зрителей в богемские леса. Здесь хозяйничает шайка разбойников под предводительством Карла. Его, в отличие от других бандитов, не интересуют деньги: отбирая кошельки у богатых, он отдаёт их сиротам или талантливым молодым людям, которым нечем оплатить учёбу.

### Акт третий

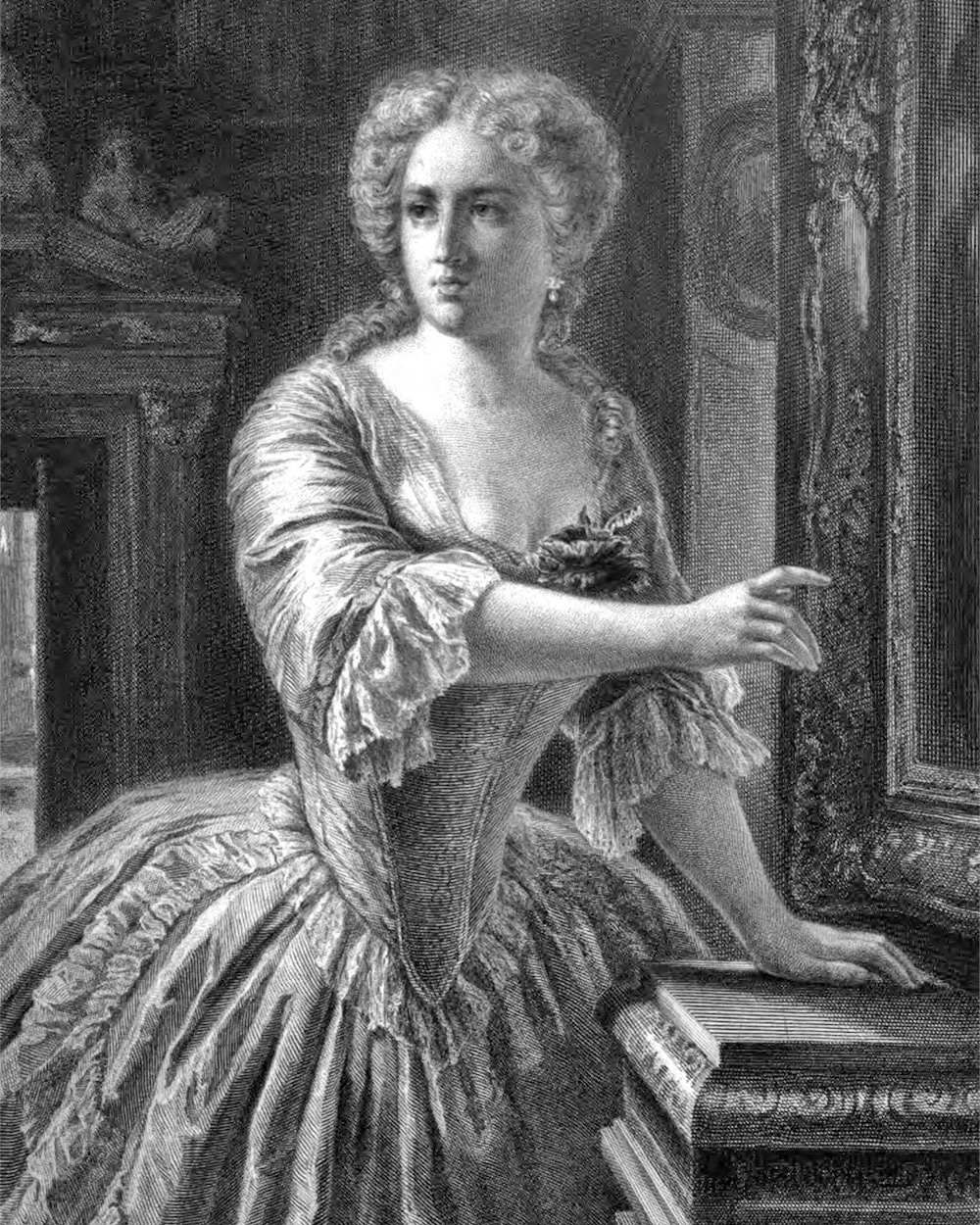
Героиня пьесы Амалия. Гравюра Фридриха Петча (около 1859)

Франц по-прежнему пытается растопить сердце Амалии. От настойчивых просьб он переходит к угрозам, обещая строптивице, что силой отведёт её к венцу. Когда Франц делает попытку увлечь красавицу в спальню, Амалия выхватывает из его ножен шпагу и прогоняет ненавистного ухажёра.
Карл в это время находится на берегах Дуная. Здесь в его шайку вливается молодой дворянин по фамилии Косинский. Его рассказ о любви к девушке, которую тоже зовут Амалия, заставляет разбойника Моора заволноваться. Он принимает решение немедленно вернуться во Франконию.

### Акт четвёртый
Шайка Карла размещается в сельской местности, неподалёку от замка Мооров. Целуя родную землю, Карл переодевается и под видом графа фон Бранда входит в дом. Его встреча с Амалией происходит в галерее: девушка показывает гостю портреты, вспоминает историю Мооров. Она не узнаёт возлюбленного, но Франц догадывается, кто проник в замок.
Решив убить брата-соперника, он обращается за подмогой к слуге Даниэлю. Но старик, более сорока лет прослуживший обитателям дома, предупреждает разбойника Моора о кознях Франца. Ночью открывается ещё одна страшная тайна: старый граф жив, он находится в башне, куда его заточил младший сын. Карл, пребывая в гневе, оповещает о разрыве братских уз.

### Акт пятый
Разбойники устраивают факельное шествие и поджигают замок Мооров. Франц, находясь в пылающем доме, не может выйти: в стёкла летят камни, все ходы перекрыты. Слыша топот на лестницах, Франц спешно делает удавку из золотого шнурка. Разбойники, ворвавшись в комнату, обнаруживают его мёртвым.
В ту же пору старик Моор, вызволенный из башни, сидит на камне рядом со старшим сыном. Вскоре здесь же появляется Амалия. Видя двух самых дорогих ей людей живыми, она пытается обнять то одного, то другого. Карл вырывается из объятий любимой женщины: их время ушло, к тому же атаман связан клятвой верности перед товарищами. Признание Карла, сообщающего, что он возглавляет шайку разбойников, ранит сердце старика Моора, и он действительно умирает. Но для Амалии известие о банде не является препятствием: она готова принять Карла любым. Понимая, что новой разлуки ей не пережить, девушка просит убить её. После долгих колебаний атаман закалывает любимую шпагой, после чего объявляет сообщникам, что «бросает свой кровавый жезл».
В длинном заключительном монологе герой называет себя глупцом, мечтавшим исправить мир мщением. Поняв, что сам стал жертвой мести, он сообщает друзьям, что готов сдаться правосудию. Но и последний шаг разбойника Моора вызывает удивление у сообщников. Он вспоминает, что, направляясь в замок, видел бедняка, которому нужно вырастить одиннадцать детей. Тысяча луидоров, обещанная властями за поимку неуловимого атамана Карла, пойдёт семье этого человека.

## Реакция читателей
Выход «Разбойников» летом 1781 года стал, по словам переводчицы и биографа Шиллера Марии Ватсон, подлинным «литературным событием». Особенно горячо драма была принята молодёжью. Самые юные из поклонников пьесы пытались воплотить прочитанную историю в жизнь и отправиться вместо атамана Карла Моора в леса. Непосредственным откликом на пьесу стало также появление «целого потока» произведений разных жанров, в которых прослеживалась «разбойничья тема».
Мнение критиков разделилось: если одни называли автора пьесы «немецким Шекспиром», то другие воспринимали его произведение как посягательство на жизненные устои. Мария Ватсон, ссылаясь на Гёте, воспроизвела оценку, которую пьесе молодого драматурга дал в Карлсбаде некий влиятельный господин:
Если бы я был Богом, только что собравшимся сотворить мир, и предвидел, что в нём появятся «Разбойники» Шиллера, я передумал бы, и мир не был бы сотворён.

## Сценическая судьба

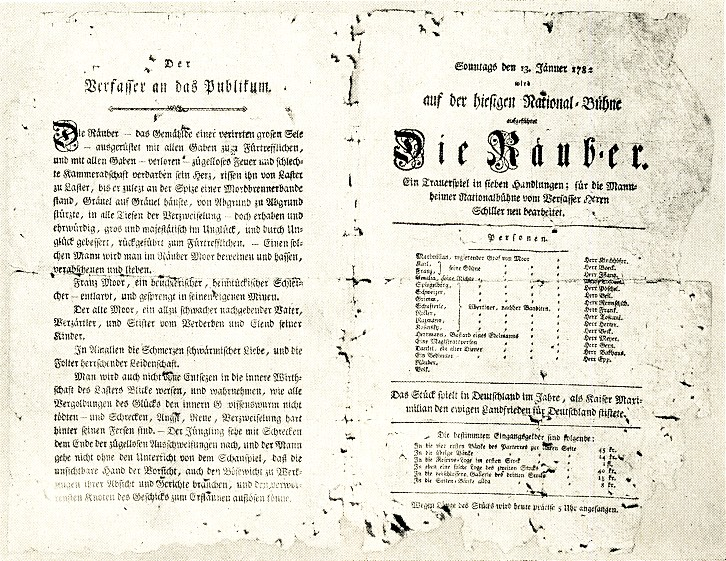
Театральная программа первого спектакля «Разбойники» (1782)

Опубликовав пьесу, автор отправил её книготорговцу Швану, славившемуся умением находить в груде рукописей подлинные шедевры. Тот передал «Разбойников» руководителю Мангеймского театра барону фон Дальбергу. По рекомендации постановщика Шиллер внёс изменения в некоторые сцены и переписал финал. Согласно переработанной версии, Франц после пожара в замке остался в живых, однако братская месть настигла его в лесу.
Премьера состоялась в январе 1782 года. Роль Карла Моора исполнил И. Бек, образ его брата Франца воплотил на сцене А. Ифланд, Амалию сыграла актриса Э. Тосканини. Шиллер сумел тайно прибыть на первый спектакль из Штутгарта и был счастлив: зрители приняли постановку с большим воодушевлением, а имя автора «Разбойников» впервые было обнародовано и запечатлено на афише.
В России первый перевод пьесы осуществил в 1793 году юрист Николай Сандунов. Как отмечал литературовед Юрий Лотман, переведённый Сандуновым текст примечателен тем, что этот вариант использовался театральными труппами в течение достаточно долгого времени — вплоть до сороковых годов XIX века. Первым исполнителем роли Карла Моора был Алексей Яковлев; позже она досталась актёру Павлу Мочалову.

## Художественные особенности

### Герои

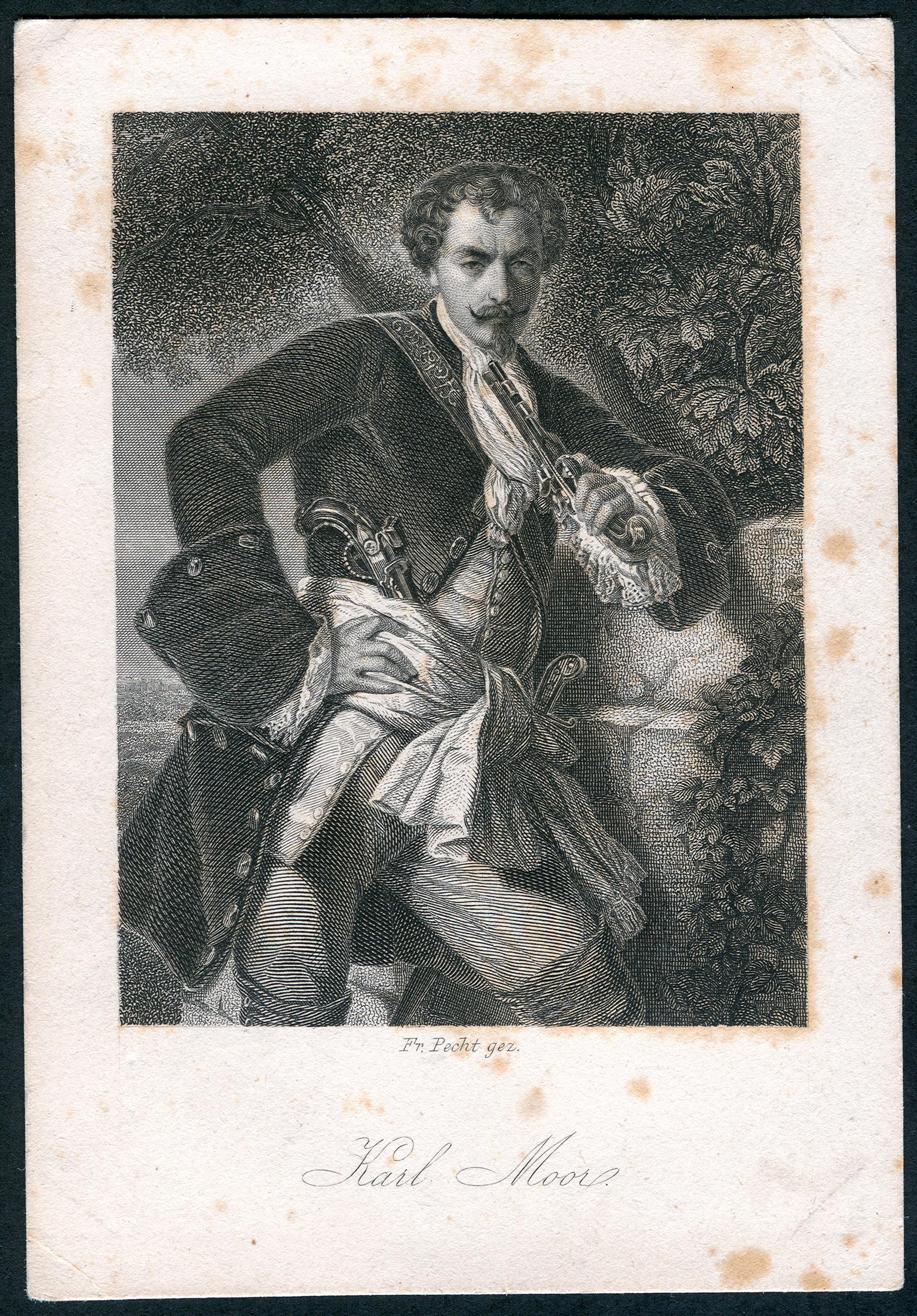
Карл Моор. Гравюра (около 1859)

Карл Моор, по словам литературоведа Сергея Тураева, — персонаж «сложный и неоднозначный». Если для большинства лесных грабителей стимулом для жестокого «ремесла» являются деньги, то в основе деяний атамана Моора — гневный протест против «чернильного века», представители которого забыли о «сверкающей искре Прометея». В последних сценах герой начинает осознавать бессмысленность своего протеста: на совести банды — множество жертв, в том числе невинных; его соратники вошли в раж и убивают уже не только «за идею»; остановить эту стихию невозможно. Понимание тщетности собственного бунта приводит Карла к решению отдать себя в руки правосудия.
Франц Моор, в отличие от Карла, устроен не столь сложно, поэтому при создании его образа Шиллер сумел обойтись «одной краской». Своё нутро младший брат Карла демонстрирует в первом же действии: зритель видит, что персонаж вероломен и опасен, ради грядущего богатства он готов совершить самые низкие поступки.
Снедаемый завистью к Карлу — любимцу отца, наследнику графского титула и владений, счастливому сопернику в любви Амалии, Франц цинично глумится над такими понятиями, как совесть, честное имя, узы родства... Воинствующий аморализм Франца сочетается с властной жестокостью феодального деспота: «Бледность нищеты и рабского страха — вот цвет моей ливреи».

### Антитеза и гипербола
В первой драме Шиллера угадываются различные стилевые тенденции: шекспировская трагедийность, метафоричность барокко, руссоистская риторика, штюрмерская громогласность.
Принцип контрастности, используемый Шиллером при обрисовке образов братьев, автор применил для создания некоторых других персонажей, включая членов банды. В шайке атамана Моора собрались самые разные люди — среди них есть и безграмотные головорезы, и люди образованные, знающие языки, умеющие поддержать разговор об истории. Антитеза нужна автору и для демонстрации речевых особенностей героев: так, «сентиментальным взволнованным лирическим монологам Карла» противопоставлена простоватая лексика его соратников.
Столь же необходима драматургу и гипербола: преувеличенная яркость типажей, сознательное «сгущение красок», страстная риторика, пафос и патетика помогают с первой до последней минуты держать зрителя в состоянии «трагического накала».

## Влияние на русскую литературу

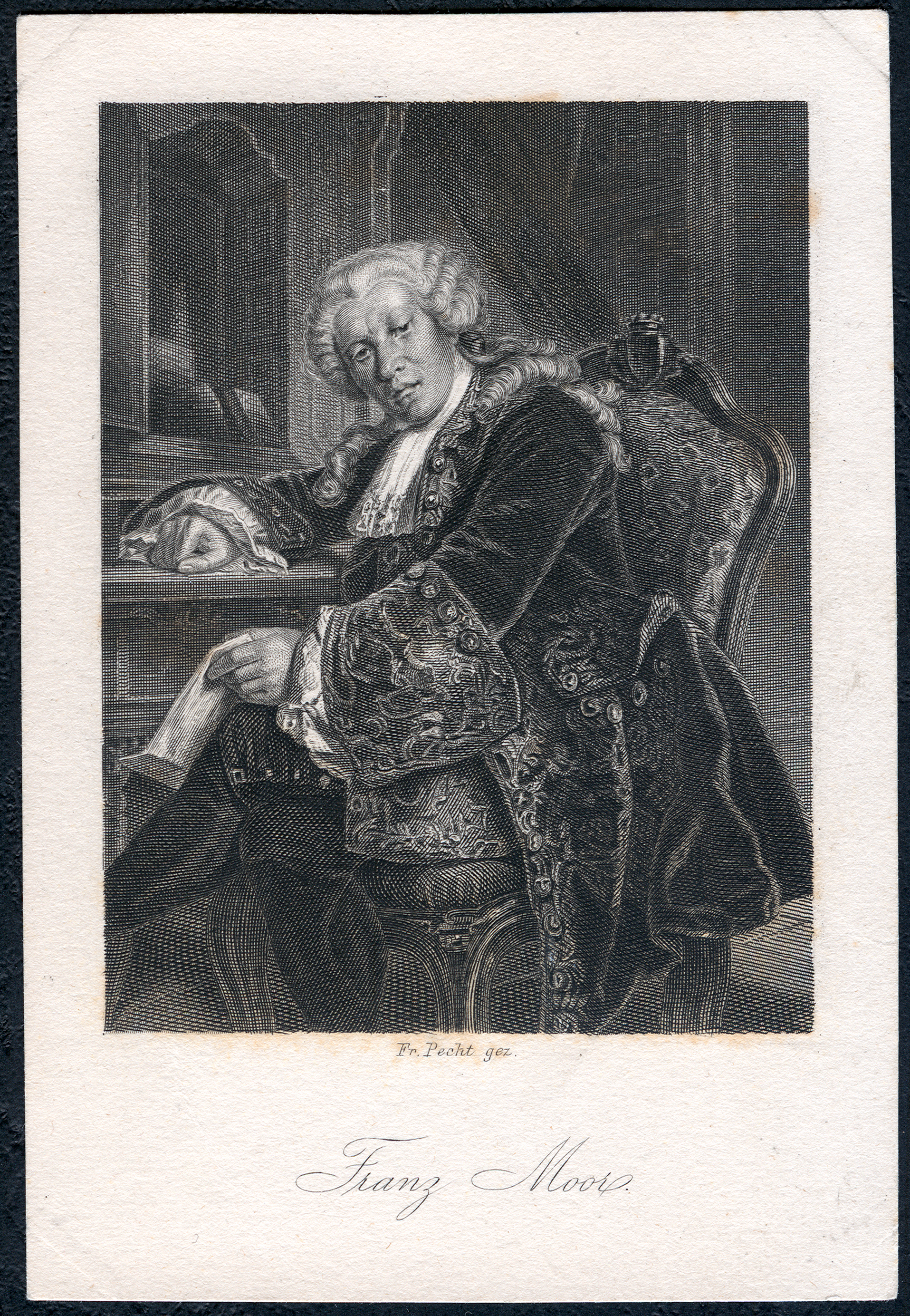
Франц Моор. Гравюра (около 1859)

В России пьеса «Разбойники» была воспринята с воодушевлением. Белинский увидел в авторе драмы «благородного адвоката человечества, яркую звезду спасения». Герцен на страницах автобиографической книги обратился к Шиллеру с восторженным признанием: «Благословляю тебя, тебе обязан я святыми минутами начальной юности!».
По мнению филолога Александра Криницына, шиллеровские мотивы, заявленные в «Разбойниках», впоследствии нашли отражение в романе Фёдора Достоевского «Братья Карамазовы». При этом Дмитрий Карамазов близок Карлу Моору, а Иван Карамазов — «литературный брат» Франца:
Все три брата Карамазова идейно связаны с шиллеровской тематикой: Иван – с темой сверхчеловека, Алеша – с темой братской любви, Митя – с темой преображения человека красотой и страданием. Все трое прямо цитируют Шиллера и апеллируют к нему.
Значительным было влияние Шиллера и на творчество Михаила Лермонтова. Знакомство с «Разбойниками», судя по письму поэта, произошло в 1829 году, когда он увидел спектакль, в котором роль Карла исполнял Павел Мочалов. Непосредственная «перекличка» с пьесой немецкого драматурга прослеживается в драме Лермонтова «Два брата», в которой действуют братья-антагонисты, напоминающие шиллеровских персонажей.